# Bevan Dufty
Bevan Dufty (sinh ngày 27 tháng 2 năm 1955) là một chính khách người Mỹ và Giám đốc của HOPE (Cơ hội nhà ở, quan hệ đối tác và sự tham gia) cho Thành phố và Quận San Francisco. Năm 2012, Dufty được bầu làm thành viên của Ủy ban Trung ương Quận San Francisco Dân chủ. Trước đây, ông là Thành viên của Ban giám sát San Francisco và được bầu vào năm 2002 để đại diện cho Quận 8 của Thành phố, kế nhiệm Mark Leno. Dufty được bầu lại làm Giám sát viên năm 2006 và bị loại ra vào năm 2011.

## Tuổi thơ
Dufty là con trai của nhà văn William Dufty và Maely Bartholomew, người đã mất hầu hết gia đình trong Holocaust. Dufty lớn lên ở Harlem, Thành phố New York, nơi mẹ ông kết bạn với nhạc sĩ nhạc jazz Billie Holiday, người sau này trở thành mẹ đỡ đầu của ông. Có thể nghe thấy giọng nói của ông trong một bản ghi âm được thực hiện trong gia đình Dufty nơi Holiday nói đùa về chiếc quần lót màu đỏ của ông.
Sau khi chuyển từ Harlem đến California năm 16 tuổi, Dufty đã học xong trung học tại Trường Trung học Menlo-Atherton, phía nam San Francisco. Dufty tốt nghiệp Đại học California, Berkeley, nơi ông là đồng chủ tịch hội sinh viên và lấy bằng Khoa học chính trị. 

## Đời tư
Dufty là người đồng tính công khai. Các chiến dịch bầu cử của ông thường giành được sự ủng hộ của Gay and Lesbian Victory Fund.
Năm 2006, Dufty và người bạn đồng tính nữ Rebecca Goldfader (một y tá Ob/Gyn và người hướng dẫn Pilates) đã có một đứa con, Sidney.